# Albrecht Höhler
Albrecht "Ali" Höhler, född 30 april 1898 i Mainz, död 20 september 1933 i närheten av Frankfurt an der Oder, var en tysk kommunist. Han är känd för att den 14 januari 1930 ha skjutit nazisten Horst Wessel, som senare avled av blodförgiftning.
Höhler dömdes hösten 1930 till 6 års fängelse för dråp och internerades på anstalten i Wohlau i Schlesien. En tid efter Adolf Hitlers maktövertagande beordrade Gestapo-chefen Rudolf Diels att Höhler skulle överföras till ett av Gestapos fängelser i Berlin för att förhöras. Efter förhöret skulle Höhler återföras till Wohlau, men bilen stannade i närheten av Frankfurt an der Oder och Höhler mördades. Närvarande vid mordet var bland andra Diels och SA-officerarna Karl Ernst, Willi Schmidt, Walter von Mohrenschildt, Willi Markus och August Vilhelm av Preussen.